# Digital Picture Exchange
Pour les articles homonymes, voir DPX.
Digital Picture Exchange (DPX) est un format de fichier couramment utilisé pour travailler en cinéma numérique et c'est un ANSI/SMPTE standard (268M-2003). Ce format de fichier est très souvent utilisé pour représenter la densité de chaque canal de couleur d'un négatif numérisé au format 10-bit log où le gamma du négatif original est préservé comme étant celui du scan original. D'autres formats vidéo sont aussi supportés. DPX fournit de grandes possibilités pour le stockage des couleurs ou d'autres informations pour la simplification de l'échange pendant une production.
Le format de fichier DPX est originellement dérivé du format de fichier de sortie (.cin) du scanner de film 'FIDO' de Kodak Cineon, et a été publié par la SMPTE comme ANSI/SMPTE 268M-2003 (La version originelle est la version 1 268M-1994).

## Métadonnées et flexibilité du standard
Les spécifications de la SMPTE imposent un certain nombre de métadonnées simples obligatoires (comme la définition de l’image, les informations d’espace de couleurs, le nombre de couches, le nom de fichier original, la date et l’heure de création, le nom du créateur du fichier, le nom du projet, les informations de copyright...).
Par ailleurs, deux ensembles de métadonnées spécifiques à l’industrie sont présents : celles destinées au cinéma et celles destinées à la télévision. Dans l’ensemble de métadonnées destiné au cinéma, on trouve l’information de keykode de l’image (lorsque l’image vient d’un scan ou d’un télécinéma), le shutter de la caméra et la position de l’image dans une suite d’images. Dans l’ensemble de métadonnées destiné à la télévision, on trouve le timecode SMPTE, l’information de trames et l’information sur le niveau du signal.